# Payos
Payos o payanos es el nombre que recibe un grupo indígena americano que hasta el siglo XVIII habitó la costa sudoriental de la isla de Chiloé, en el sur de Chile.

## Descripción
No existen datos concluyentes acerca de su relación con los pueblos vecinos: mientras el etnólogo Ricardo E. Latcham consideraba que simplemente eran los chonos que vivían en Chiloé, otros autores especifican que se habría tratado de los chonos de Chiloé aculturados luego del contacto con los huilliches o solo de una denominación otorgada a algún grupo chono o kawésqar (alacalufe). Adicionalmente, el sacerdote Thomas Falkner (1702-1784), menciona a otro grupo de nombre parecido, los pay-yus o peyes, que habrían habitado más al sur, entre los paralelos 38° y 51° S y que según él hablaban una mezcla de moluche (mapudungun) y tehuel (tehuelche).
A la llegada de los españoles, los payos eran un grupo diferenciado de los demás pueblos del archipiélago y los alrededores, aunque la mayoría de los autores los identifica con los chonos o los relaciona con ellos. Se postula que el nombre "payo" significa "barbado" (del mapudungun payun, barba) y que era una denominación otorgada por los huilliches a causa de la mayor presencia de vello facial entre los payos, rasgo que por otra parte era mencionado por los cronistas al describir a los chonos.

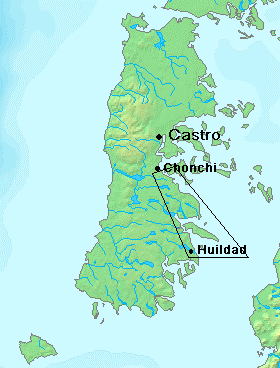
Zona de Chiloé en que habitaban los payos, conocida durante la época colonial como la "Costa de [los] Payos" o simplemente "Payos".

El área que habitaban, la Costa de Payos, corresponde a la franja costera de las actuales comunas de Chonchi, Queilén y el norte de Quellón, especialmente entre Chonchi y el estero de Huildad. Su población era más reducida que la de los huilliches que habitaban justo al norte y no presentaba rasgos culturales tan definidos como los de estos, aunque al igual que ellos hablaban el veliche (dialecto chilote del mapudungun), eran sedentarios y practicaban la agricultura de papas y otras plantas, y además se dedicaban a la recolección de mariscos y a la pesca.
Los conquistadores españoles los hicieron servirles con trabajo en el sistema de encomiendas, a diferencia de lo que ocurrió con los pueblos nómades trasladados desde los archipiélagos de más al sur, y durante buena parte de la época colonial ocurrió que fueron forzosamente a trabajar en haciendas que sus encomenderos tenían en el centro de Chile o  mediante Maloca fueron capturados y vendidos como esclavos junto con otros pueblos.
En 1764 se creó para ellos la misión de San Carlos de Chonchi. De la misma época hay datos que indican que estaban repartidos en unos 14 pueblos en el partido de Chonchi y el de Payos, y que su población era de alrededor de 1500 personas en 1767. Para ese entonces, los payos prácticamente habían desaparecido como entidad separada de los huilliches y, por razones geográficas, fueron ellos quienes se primero mezclaron étnica y culturalmente con los pueblos canoeros australes llegados a la misión de Cailín.
Poco antes de la anexión de Chiloé a Chile en 1826, las autoridades coloniales españolas mandaron que se deslindaran propiedades de ciertos indígenas en la Costa de Payos y sus dueños obtuvieron "títulos realengos" que los acreditaban como propietarios; sin embargo, parte de esos predios pasaron posteriormente a manos de empresarios chilenos y extranjeros por medios legales e ilegales. Durante el siglo XX los indígenas de ese sector, que se reconocen actualmente a sí mismos como huilliches, fueron los impulsores del movimiento de reivindicación territorial y cultural mapuche en Chiloé y los loncos de sus comunidades formaron el Consejo General de Caciques de Chiloé, que es la principal organización indígena en el archipiélago.